# 오토 폰 합스부르크
오토 폰 합스부르크로트링겐(독일어: Otto von Habsburg-Lothringen, 1912년 11월 20일 ~ 2011년 7월 4일)은 오스트리아와 헝가리, 보헤미아의 황태자였으며, 유럽 의회 의원을 거쳐서 국제범유럽연맹의 명예회장이었다.

## 생애
오스트리아, 오스트리아헝가리제국 왕자 아버지인 카를이 오스트리아의 황제, 헝가리와 보헤미아의 왕이 되면서, 오스트리아와 헝가리, 보헤미아의 황태자란 직함을 얻었으나 이중제국이 해체되면서, 그 직함은 사라졌으나, 대다수의 사람들이 그를 오스트리아의 오토 대공이라고 칭하였고, 유럽의 다른 왕가에서도 그에게 오스트리아의 황제 대우를 해주기도 하였다. 독일과 오스트리아, 헝가리, 크로아티아의 시민권을 가지고 있었으며, 유럽 의회의 의원이었으며, 국제범유럽연맹의 명예회장이었다. 독일에서는 오토 폰 합스부르크로 불렸으며, 오스트리아에서는 오토 합스부르크로트링겐, 헝가리에서는 합스부르그 오토로 불렸다.
열렬한 반공주의자이며 가톨릭 신자였던 그는 유럽의회 의원으로 20년간 활동하는 등 정치인으로서도 활발히 활동했다. 2011년 7월 4일 독일 바이에른의 푀킹의 자택에서 잠을 자던 중 별세했다. 7월 17일 푀킹과 빈에서 그의 장례식이 치러졌으며, 그의 장례식에는 스웨덴 국왕 부부와 룩셈부르크 앙리 대공, 리히텐슈타인의 한스 아담 2세를 비롯하여 스페인, 벨기에의 왕족들이 참석하였으며, 오스트리아의 대통령인 하인츠 피셔를 비롯한 정계 인물들도 참석하였다. 그의 장례식은 오스트리아 방송에서 생중계되었다.

## 자녀
오토는 레기나와의 사이에서 2남 5녀를 두었다.
| 사진 | 이름                             | 생일                   | 사망 | 기타 |
| ---- | -------------------------------- | ---------------------- | ---- | --- |
|      | 안드레아 폰 합스부르크로트링겐   | 1953년 5월 30일(71세)  | 생존 | 카를 폰 나이페르크와 혼인, 3남 2녀 |
|      | 모니카 폰 합스부르크로트링겐     | 1954년 9월 13일(70세)  | 생존 | 산탄첼로 공작 루이스와 혼인, 4남 |
|      | 미하엘라 폰 합스부르크로트링겐   | 1954년 9월 13일(70세)  | 생존 | 에릭 알바와 혼인 후 이혼, 자녀 없음 카게넥 백작 후베르투스와 혼인, 2남 1녀                                                               |
|      | 가브리엘라 폰 합스부르크로트링겐 | 1956년 10월 14일(68세) | 생존 | 크리스티안 마이스터와 혼인 후 이혼, 1남 2녀                                                                                              |
|      | 발부르가 합스보리 도우글라스     | 1958년 10월 5일(66세)  | 생존 | 아치발트 도우글라스 백작과 혼인, 1남 |
|      | 카를 합스부르크로트링겐          | 1961년 1월 11일(64세)  | 생존 | 현재 합스부르크로트링겐가 수장, 프란체스카 티센보르네미차와 혼인 후 이혼, 1남 2녀 크리스티안 니콜라우 데 알메이다 리드와 혼인, 자녀 없음 |
|      | 게오르크 합스부르크로트링겐      | 1964년 12월 16일(60세) | 생존 | 에일리카 폰 올덴부르크와 혼인, 1남 2녀                                                                                                   |